# 高家
高家是指家格高尚、擁有權勢的家族、名門。後來變成江戶幕府的役職。

## 概要、歷史
在平安時代前期的太政官符被與「王臣家」、「勢家」同義的「高家」所使用，在『源氏物語』、『今昔物語』等故事中亦將其當作名家、權勢家的意思。亦有權威的意思。在鎌倉時代的『保元物語』、室町時代的『太平記』等軍記書中亦有出現，在武士團中為了作出對比而被用作形容有由來的武士家族、名門的武將。在江戶時代變成江戶幕府的役職名。例子有紀州藩設置的高家職等。

## 江戶時代的高家
江戶時代的高家主管幕府的儀式的典礼。此外還是指擁有能就職的家格的旗本（高家旗本）。

### 由來
主要是室町時代足利氏、守護、以及大名的子孫等出身「名門」的世代繼承這個職位。服侍天皇的公家的次子三子、以及和德川将軍家有關係的人及其子孫也能成爲高家。高家的任務主是代替將軍參拜伊勢神宮、日光東照宮、久能山東照宮、寬永寺、鳳來山東照宮、以及接待朝廷派來幕府的勅使、院使、為接待勅院使的大名（饗應役）提供儀典的指導，是朝廷和幕府間的溝通渠道。
德川家康爲了保護戰國時代沒落的名家和一般的旗本加以區分而設置了這個職位。高家地位比一般的旗本高。是德川幕府以武家棟樑的身份「保護傳統武家名門勢力並置其於自己的支配之下」（旧來の武家の名門勢力を全て保護、支配下に置いている）來體現自己政權正統性的方式。
江戶初期，第二代将軍德川秀忠在元和元年（1615年）因室町将軍家的緣故登用了石橋家、吉良家、今川家三家為高家（石橋家無法確認）。以後逐漸増加，在宝永9年（1780年）增加到26家，直到幕末也沒有改變。

### 概要
高家由老中管轄。
高家分爲奥高家和表高家。奥高家中選出三名最爲精通礼法的稱爲高家肝煎（俗稱“三高”）。天和3年（1683年），大澤基恒、畠山義里、吉良義央三人被選為最初的高家肝煎。高家肝煎不是固定的職位。之後還制定了高家見習的職位。主要是高家的親子。還有暫時性的御側高家（西城高家、西之丸高家）的職位。
高家對大名傳授公衆場合的礼儀，傳授的時候大名會習慣性贈送相應的禮品作爲謝禮。這些錢對和旗本一樣收入不多的高家來講是貴重的收入來源。

### 職責
高家作爲幕府的使者經常有機會覲見天皇，所以官位比較高，最高可以升到從四位上左近衛權少将（大澤基宿等人升到正四位下左近衛中将屬於例外）。一些外様大名的国主和譜代大名以外的一般大名官位也只不過從五位下，可見高家官位很高。
忠臣藏中有名的高家肝煎吉良上野介義央石高只不過4200石官位是從四位上左近衛權少将。高家也不是肯定有從四位上左近衛權少将的官位。能升到這樣位置的只有高家肝煎。奥高家一般官位只有從五位下、從五位上、從四位下，官職為侍從。大多數高家可能一生也就是表高家，既沒有官位也沒有官職。這樣的高家本質上和普通的旗本也沒有區別。
高家当主不可以擔當高家以外職位。如果一定要擔當高家以外官職必須先脫離高家降為旗本。

### 高家的關連事件
- 元禄9年（1696年）7月10日，因為六角家当主六角廣治失蹤而被解除「表高家」的身份。元禄10年（1697年）4月23日命令不得外出，原因不明。據説是因爲嫖妓，六角廣治和将軍德川綱吉母親桂昌院的親戚（儿玉党本庄氏）有關[2]。
- 元禄14年（1701年）4月，高家肝煎吉良義央被赤穗藩大名淺野長矩斬傷，雙方都被處罰（因為當時的制度是不論是非，有紛爭的話就各方都要受罰）而發展為有名的元禄赤穗事件。結果吉良家改易[3]。

### 江戶時代高家列表
有馬家
公家久我通名之子堀川廣益是初代。由德川家宣所封。石高5百石。
一色家
公家唐橋在数的次子成爲一色氏養子的一色在通是初代。兒子在種改易。石高1千石。
今川家
清和源氏足利流。駿河的戰国大名今川氏真的孫子直房是初代。和吉良家比較有血緣關係的高家。幕末時候当主今川範叙成爲若年寄。石高1千石。
上杉家
清和源氏。畠山義春（能登畠山氏上条上杉家的養子）的次子上杉長員是初代。石高1千4百9十石。上杉長貞在1662年死亡，被當作是因爲丟失宣旨而自殺。
大澤家
藤原北家中御門家賴宗流。持明院基盛的祖綜。大澤基宿是德川家康成爲将軍儀式的主持。3千550石。明治維新時，大澤基寿僞裝石高成立堀江藩而成爲知藩事。後來在廢藩置縣時被發現，於是從華族降士族。分家3家曾同時成爲高家。
大友家
藤原北家。豊後国大名大友義統的孫子大友義孝是初代。德川家綱冊封。1千石。
織田家
桓武平氏。共有3家。
1. 織田信長的七子織田信高的子孫，石高2千石。
2. 信長的十子織田信貞的子孫，石高7百石。
3. 信長的次子織田信雄的子孫，石高2千7百石。幕末当主織田信愛是海軍奉行。

京極家
宇多源氏佐佐木氏。室町幕府的四職京極家的子孫宮津藩主京極高国（改易為宮津藩）的兒子京極高規是初代。石高1千5百石。
吉良家 （三河吉良氏）
清和源氏足利氏。同大澤家一樣式江戶時代初期的高家。4千2百石。代代作爲高家筆頭，因元禄赤穗事件改易而斷絕。
吉良氏 （武藏吉良氏）
清和源氏足利氏。和三河吉良家同祖。本來姓吉良，因爲元禄赤穗事件改姓蒔田。一般旗本蒔田義成再次成爲高家，兒子吉良義俊因爲三河吉良家絶家而改姓吉良。石高1千420石。
品川家
清和源氏今川家支流。今川氏真的次子品川高久是初代。1713年品川範増去世而絶家，一個月後品川信方再興。石高從1千5百石減為3百石。
武田家
清和源氏義光氏。甲斐国大名武田信玄的次子海野信親的子孫武田信興是初代。德川綱吉冊封。石高5百石。
長澤家
藤原氏。公家外山光顯的次子長澤資親是初代。德川綱吉冊封。石高1千4百石。
土岐家
清和源氏賴光流。有2家。
1. 美濃国守護大名土岐賴藝的次子賴次的子孫。1706年8月18日土岐賴泰喝酒時發生傷害事件而改易。石高7百石。
2. 土岐賴藝四子賴元的子孫。德川家綱冊封。石高7百石。

戶田家
公家六条有純的兒子戶田氏豊是初代。德川家光冊封。石高2千石。
中条家
藤原北家長良流。公家樋口信孝的次子中条信慶是初代。德川家綱冊封。石高1千石。
畠山家
室町幕府三管領之一河内半国守護家畠山氏的子孫。能登畠山氏的子孫有2家。
1. 畠山政国（畠山政長的曾孫）的孫子畠山貞政的子孫。石高5千石。
2. 畠山義春（參考高家上杉家）的三子義真的子孫。石高3千120石。

日野家
藤原北家日野流。公家日野輝資的兒子資榮是初代。德川家光冊封。石高1千530石。
前田氏 （藤原氏）
藤原北家。春日局的義兄三条西實条的子孫公家押小路公音的次子前田玄長是初代。德川綱吉冊封。石高1千4百石。
前田氏 （菅原氏）
菅原氏。前田家（藤原氏）的別支。公家高辻長量的次子前田長泰是初代。德川綱吉冊封。石高1千石。
宮原家
清和源氏足利流。古河公方足利高基的長子、關東管領晴直的子孫。石高1千4十石。
最上家
清和源氏。最上義光的子孫義智是初代。石高5千石。最上家成爲交代寄合。
由良家
清和源氏新田流。自称新田氏的子孫。
横瀨家
由良貞房的次男横瀨貞顯是初代。德川綱吉冊封。石高1千石。
六角家
藤原北家日野流。公家烏丸光廣的次子六角廣賢是初代。德川家綱冊封。石高2千石。

## 關連項目
- 交代寄合
- 大身
- 旗本寄合席
- 旗本
- 元禄赤穗事件
- 家格

## 脚注
1. ↑  赤穗藩主淺野長矩是石高5万3000石的中等大名，雖説歲數不大，官位只不過從五位下内匠頭；當時幕府最高權力者側用人甲府藩15万石的柳澤吉保也是從四位下左近衛權少将。吉良義央的官位比他們兩人還要高。武士中官位比高家肝煎還要高的只有極少數大藩，比如德川宗室、彦根藩井伊家、加賀藩前田家、薩摩藩島津家。
2. ↑  参照英一蝶。
3. ↑  後來吉良家（三河吉良家）義央弟弟的孫子吉良義孚再興，但是沒有准予高家，只是一般旗本。吉良家的遠親高家蒔田氏（奥州吉良氏）改姓吉良恢復吉良家高家身份。